# Ritratto di Madame Ingres
Il Ritratto di Madame Ingres è un quadro eseguito da Jean-Auguste-Dominique Ingres nel 1859 con la tecnica dell'olio su tela. Raffigura Delphine Ramel, l'amatissima seconda moglie dell'artista. 
Dopo la morte della donna (1887), già vedova da diversi anni, l'opera passò al nipote Albert Ramel. In seguito il ritratto entrò a far parte della collezione Oskar Reinhart, confluita poi nell'Am Römerholz

## Descrizione e storia
Il dipinto è pendant dell'autoritratto che Ingres realizzò lo stesso anno. L'artista aveva precedentemente eseguito un altro ritratto di sua moglie, in grafite, nel 1852.
Delphine Ramel è rappresentata a mezzo busto, seduta su una poltrona di cui si vede lo schienale con motivi decorativi. Il suo vestito blu con maniche di pizzo le scopre le spalle, la mano destra è portata alla tempia, la mano sinistra invece sotto il braccio destro. La donna ha due braccialetti, uno su ciascun polso. Il suo viso ha un'espressione calma, la testa appare leggermente inclinata. I capelli, lisci, sono divisi a metà. Un nastro di pizzo è stretto sotto il mento. 
In alto appaiono due scritte: a sinistra firma e data (INGRES P.xit AETATIT LXXIX) mentre a destra il titolo (M.eD.ne INGRES, NÉE RAMEL).